# Katwijk

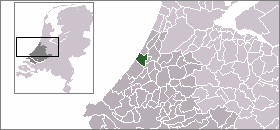

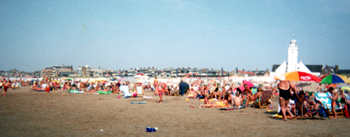

Katwijk, Nederländsk stad. Katwijk består av 5 delar: Katwijk aan den Rijn, Katwijk aan Zee, Hoornes-Rijnsoever, Rijnsburg och Valkenburg och har cirka 61 000 invånare. Staden är bland annat känd för lämningar av ett romerskt läger, kallat Brittenburg, som upptäcktes på 1520-talet men sedan hamnade under vattenytan och förstördes under 1700-talet.